# Felip Aner d'Esteve
Felip Aner d'Esteve (Aubèrt, 1781-Portugal, 1812) fue un político español.

## Biografía
Miembro de la junta de gobierno del Valle de Arán del año 1808 para dirigir la guerra contra Napoléon I, solicitó y obtuvo una representación del Valle de Arán en la junta superior de Cataluña que, por elección, ocupó él mismo en 1809.
Fue comisionado cerca de las autoridades militares en Vich, Valencia, el Valle de Arán y Tremp. así mismo, fue nombrado, junto con Creus i Hostalric, para redactar las instrucciones de la junta superior de Cataluña a sus diputados en las Cortes de Cádiz, que firmó como secretario interino (1810). En estas instrucciones se les encargaba la recuperación del régimen vigente en Cataluña antes de 1714, como pago de la activa lucha de los catalanes contra los franceses, así como la creación de unas juntas regionales conectadas con unas cortes generales.[cita requerida]
Fue diputado en las cortes de Cádiz (1810) en donde destacó por las numerosas intervenciones que realizó (261), así como por su posición entre el liberalismo y el tradicionalismo. Insistió en la prioridad de ganar la guerra y en la aplicación de las citadas instrucciones. Defendió los cuerpos francos frente a los militares profesionales y a la agricultura y la ganadería frente a un auditorio a menudo agrarista y librecambista. En junio de 1812 solicitó trasladarse a la vecina costa de Portugal para recuperar su salud, pero en octubre se comunicaba su fallecimiento.